# Пізнє середньовіччя

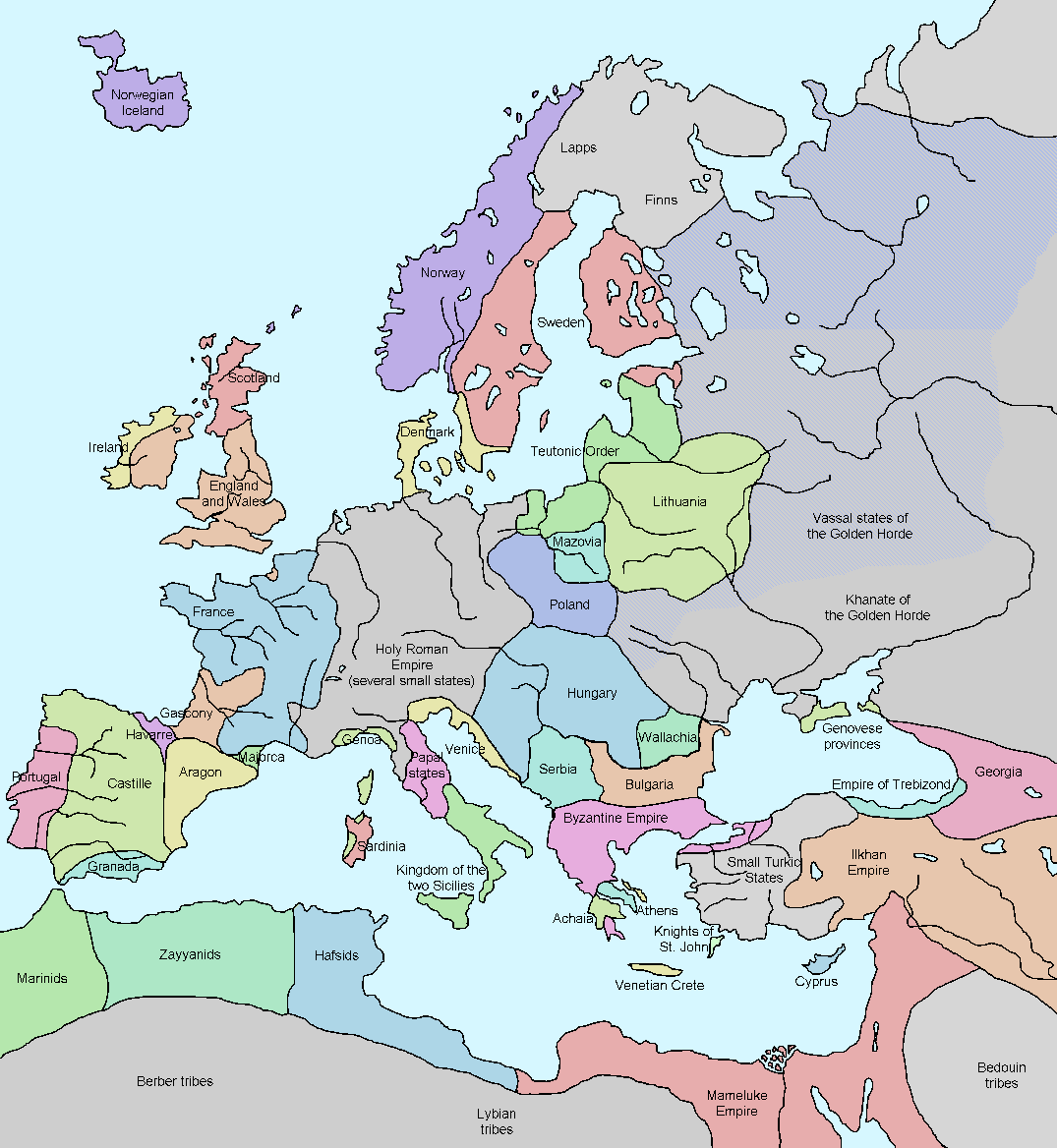
Мапа тогочасних держав Європи

Франція наприкінці 15 століття - мозаїка феодальних володінь

Пі́знє Середньові́ччя — термін, який історики вживають для опису періоду європейської історії XIV—XVI століть.

## Опис
Пізньому Середньовіччю передувало Високе середньовіччя, а подальший період називається Новий час. Кінець Середньовіччя зазвичай пов'язують з початком або церковної реформації або Доби великих географічних відкриттів. Пізнє Середньовіччя називають також епохою Відродження.
Близько 1300 період росту і процвітання Європи закінчився цілою серією лих, таких як Великий голод 1315–1317, який трапився через незвичайно холодні та дощові роки, що вбили урожай. За голодом і хворобами послідувала Чорна смерть, епідемія чуми, яка знищила більше половини європейського населення.
Руйнування соціального ладу призвело до масових заворушень, саме в цей час вирували відомі селянські війни в Англії і Франції, такі як Жакерія. Депопуляція європейського населення була довершена спустошеннями, створеними монголо-татарською навалою і тривалою війною.
Для України пізнє Середньовіччя починається створенням Великого князівства Литовського.

## Історія

### Північна Європа
Після невдалого союзу Швеції та Норвегії 1319–1365 рр. у 1397 році створена панскандинавська Кальмарська унія. Шведи з самого початку неохоче входили до союзу, де домінували данці. Намагаючись приборкати шведів, король Данії Кристіан II наказав убити велику кількість шведської аристократії під час Стокгольмської кровопролитної лазні 1520 року. Однак цей захід лише призвів до подальших військових дій, і Швеція назавжди відокремилася в 1523 році. Норвегія, з іншого боку, стала другорядним прибічником союзу і залишалася об’єднаною з Данією до 1814 року.
Ісландія виграла від своєї відносної ізоляції та була останньою скандинавською країною, яку вразила Чорна смерть. Тим часом скандинавська колонія в Гренландії вимерла, ймовірно, через екстремальні погодні умови в 15 столітті. Ці умови також могли бути наслідком Малого льодовикового періоду.

### Північно-Західна Європа
Смерть Олександра III Шотландського в 1286 році відправила країну в кризу престолонаслідування, англійський король Едуард I був залучений до арбітражу. Едуард заявив про своє верховенство над Шотландією, що призвело до шотландських Війн за незалежність. Зрештою, англійці зазнали поразки, а шотландці змогли розвинути сильнішу державу під проводом Стюартів.
З 1337 року увага Англії була переважно прикута до Франції в Столітній війні. Перемога Генріха V у битві під Азенкуром в 1415 році ненадовго проклала шлях до об'єднання двох королівств, але його син Генріх VI незабаром розтратив усі попередні здобутки. Втрата французьких територій призвела до невдоволення всередині країни. Невдовзі після закінчення війни в 1453 році почалася боротьба Червоної та Білої троянд (1455–1485) за участю ворогуючих династій дому Ланкастерів і дому Йорків.
Війна закінчилася приходом на престол Генріха VII з дому Тюдорів, який продовжив роботу, розпочату йоркськими королями, щодо побудови сильної централізованої монархії.

### Західна Європа
Французький дім Валуа, який прийшов до влади після Капетингів у 1328 році, спочатку був маргіналізований у власній країні англійськими військами, що вторглися під час Столітньої війни, а згодом і могутнім Бургундським герцогством. Поява Жанни д'Арк як полководця змінила хід війни на користь французів, і боротьбу продовжив король Людовик XI.
Тим часом Карл Сміливий, герцог Бургундії, зустрів опір у спробах консолідувати свої володіння, зокрема з боку Швейцарської Конфедерації, утвореної в 1291 році. Коли Карл був убитий у Бургундських війнах під час битви при Нансі (1477), герцогство Бургундія повернуто під контроль Франції. У той же час Вільне графство Бургундське (Франш-Комте) та багаті Бургундські Нідерланди увійшли до складу Священної Римської імперії під контролем Габсбургів, що спричинило конфлікт на наступні століття.

## Культура

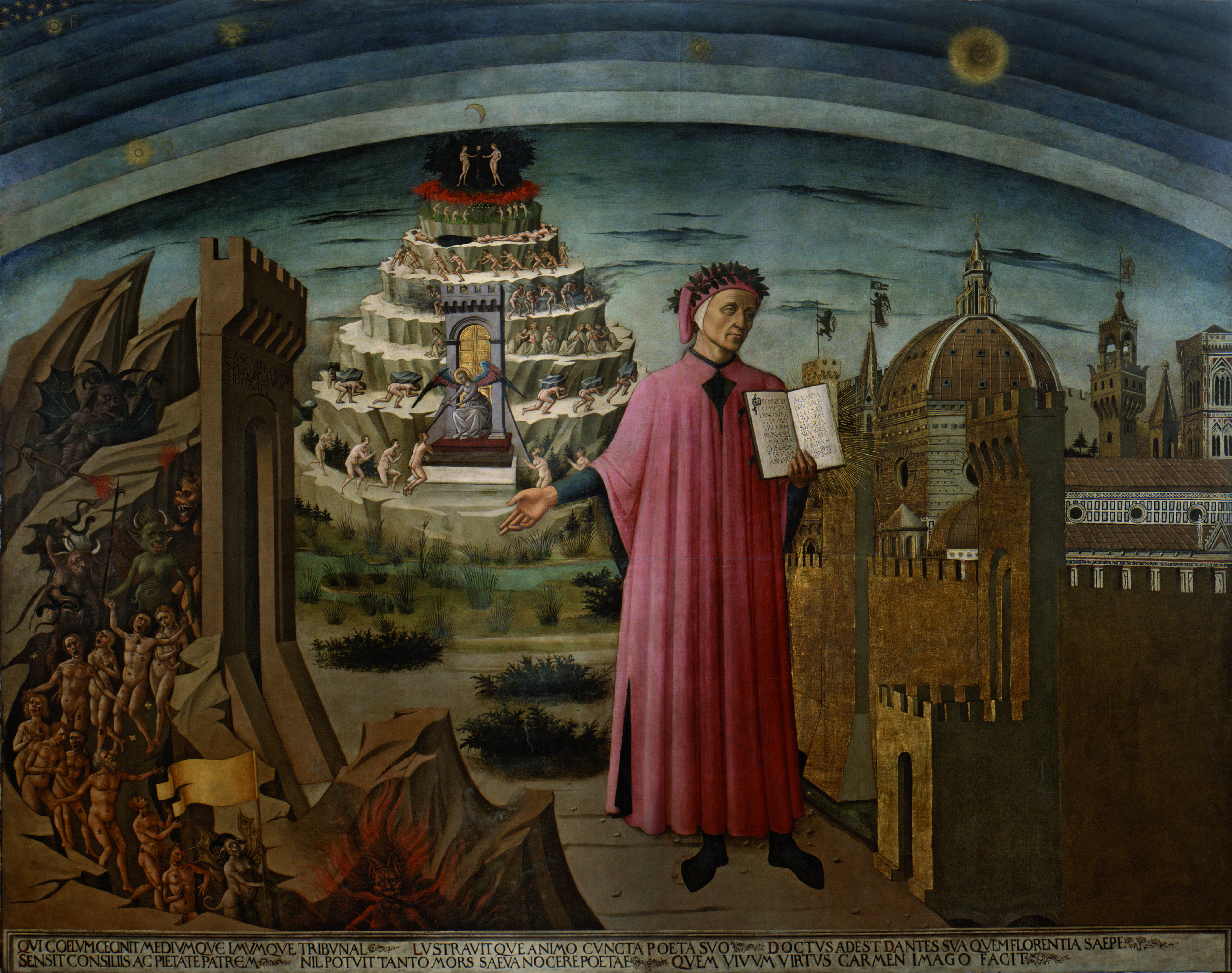
Данте Аліг'єрі, фреска Доменіко ді Мікеліно, 1465

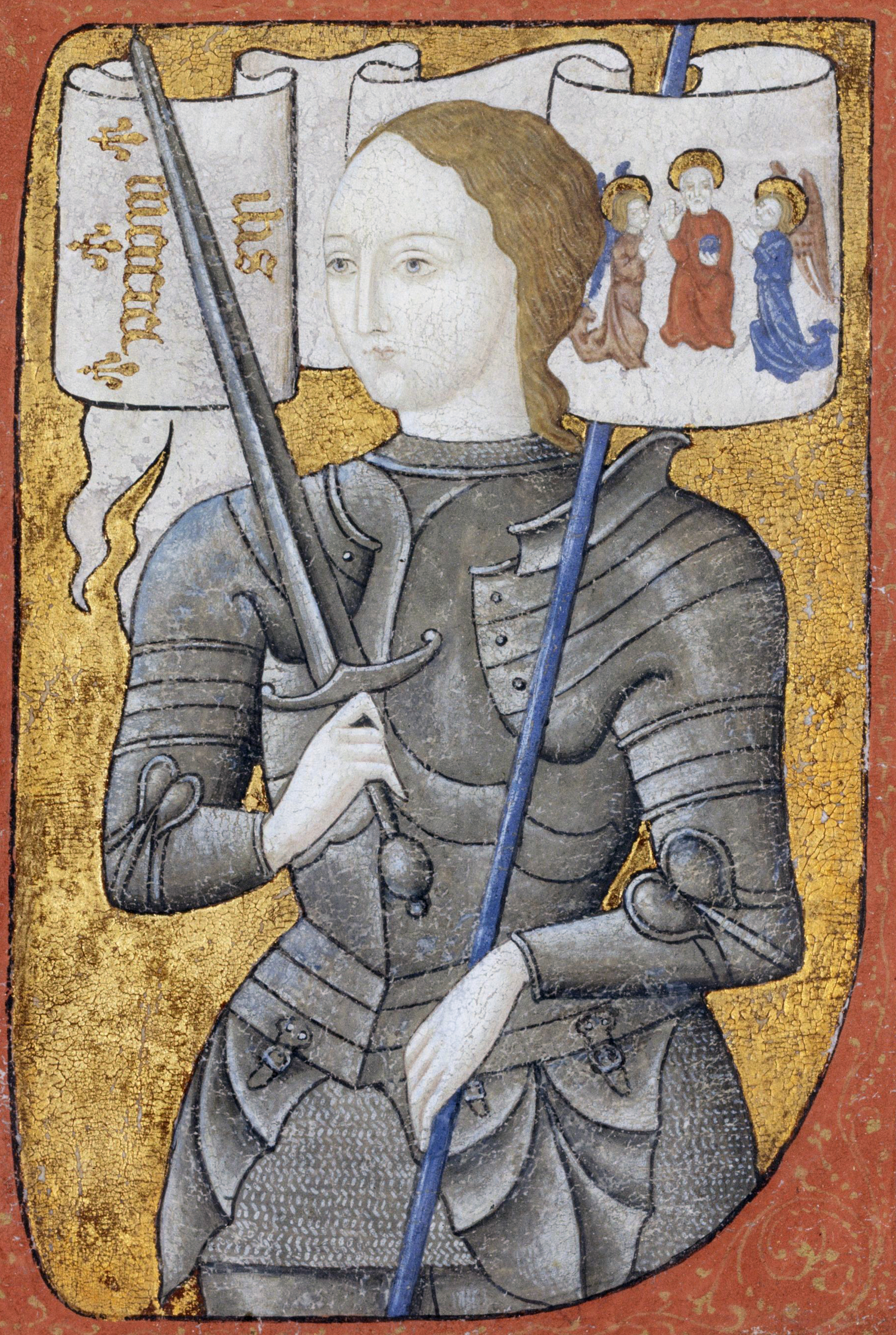
Жанна д'Арк, мініатюра другої половини XV ст.

Незважаючи на кризу, вже в XIV ст. в Західній Європі почався період прогресу наук і мистецтв, підготовлений появою університетів і поширенням вченості. Відродження інтересу до античної літератури (див. Давньогрецька література і Давньоримська культура) призвело до початку італійського Відродження. Старожитності, в тому числі книги, накопичувалися в Західній Європі за часів хрестових походів, особливо після розграбування хрестоносцями Константинополя та наступного занепаду культури на Балканах, через що візантійські вчені почали переселятися на Захід, особливо до Італії. Поширенню знань дуже сприяв винахід у XV ст. друкарства. Раніше дорогі та рідкісні книги, зокрема Біблія, поступово ставали загальнодоступними, а це, у свою чергу, підготувало європейську Реформацію.

## Торгівля
Зростання ворожої до християнській Європі Османської імперії на теренах колишньої Візантійської зумовило ускладнення у торгівлі зі Сходом, що спонукало європейців до пошуку нових торговельних шляхів навколо Африки і на захід, через Атлантичний океан і навколо світу. Плавання Христофора Колумба і Васко да Гами відкрили Добу великих географічних відкриттів, зміцнили економічну та політичну могутність Західної Європи.

### Огляди
- The New Cambridge Medieval History, vol. 6: c. 1300 – c. 1415, (2000). Michael Jones (ed.), Cambridge: Cambridge University Press. ISBN 0-521-36290-3.
- The New Cambridge Medieval History, vol. 7: c. 1415 – c. 1500, (1998). Christopher Allmand (ed.), Cambridge: Cambridge University Press. ISBN 0-521-38296-3.
- Brady, Thomas A., Jr., Heiko A. Oberman, James D. Tracy (eds.) (1994). Handbook of European History, 1400–1600: Late Middle Ages, Renaissance and Reformation. Leiden, New York: E.J. Brill. ISBN 90-04-09762-7.
- Cantor, Norman (1994). The Civilization of the Middle Ages. New York: Harper Perennial. ISBN 0-06-017033-6.
- Ferguson, Wallace K. Europe in transition, 1300-1520 (1962) online.
- Hay, Denys (1988). Europe in the Fourteenth and Fifteenth Centuries (вид. 2nd). London: Longman. ISBN 0-582-49179-7.
- Hollister, C. Warren (2005). Medieval Europe: A Short History (вид. 10th). McGraw-Hill Higher Education. ISBN 0-07-295515-5. Архів оригіналу за 19 березня 2013. Процитовано 30 травня 2019.
- Holmes, George (ed.) (2001). The Oxford History of Medieval Europe (вид. New). Oxford: Oxford University Press. ISBN 0-19-280133-3.
- Keen, Maurice (1991). The Penguin History of Medieval Europe (вид. New). London: Penguin Books. ISBN 0-14-013630-4.
- Koenigsberger, H.G. Medieval Europe 400 - 1500 (1987) excerpt
- Le Goff, Jacques (2005). The Birth of Europe: 400–1500. WileyBlackwell. ISBN 0-631-22888-8.
- Waley, Daniel; Denley, Peter (2001). Later Medieval Europe: 1250–1520 (вид. 3rd). London: Longman. ISBN 0-582-25831-6.

### Певні терени
- Abulafia, David (1997). The Western Mediterranean Kingdoms: The Struggle for Dominion, 1200-1500. London: Longman. ISBN 0-582-07820-2.
- Duby, Georges (1993). France in the Middle Ages, 987–1460: From Hugh Capet to Joan of Arc (вид. New). WileyBlackwell. ISBN 0-631-18945-9.
- Fine, John V.A. (1994). The Late Medieval Balkans: A Critical Survey from the Late Twelfth Century to the Ottoman Conquest (вид. Reprint). Ann Arbor: University of Michigan Press. ISBN 0-472-08260-4.
- Jacob, E.F. (1961). The Fifteenth Century: 1399–1485. Oxford: Oxford University Press. ISBN 0-19-821714-5.
- McKisack, May (1959). The Fourteenth Century: 1307–1399. Oxford: Oxford University Press. ISBN 0-19-821712-9.
- Mango, Cyril (ed.) (2002). The Oxford History of Byzantium. Oxford: Oxford University Press. ISBN 0-19-814098-3.
- Martin, Janet (2007). Medieval Russia, 980–1584 (вид. 2nd). Cambridge: Cambridge University Press. ISBN 0-521-85916-6.
- Najemy, John M. (ed.) (2004). Italy in the Age of the Renaissance: 1300–1550 (вид. New). Oxford: Oxford University Press. ISBN 0-19-870040-7.
- Wandycz, Piotr (2001). The Price of Freedom: A History of East Central Europe from the Middle Ages to the Present (вид. 2nd). London: Routledge. ISBN 0-415-25491-4.

### Суспільство
- Behrens-Abouseif, Doris (1994). Cairo of the Mamluks: A History of Architecture and its Culture (вид. Reprint). Ann Arbor: University of Michigan Press. ISBN 0-472-08260-4.
- Chazan, Robert (2006). The Jews of Medieval Western Christendom: 1000–1500. Cambridge: Cambridge University Press. ISBN 0-521-61664-6.
- Herlihy, David (1985). Medieval Households. Cambridge, Massachusetts; London: Harvard University Press. ISBN 0-674-56375-1.
- Herlihy, David (1968). Medieval Culture and Society. London: Macmillan. ISBN 0-88133-747-1.
- Jordan, William Chester (1996). The Great Famine: Northern Europe in the Early Fourteenth Century. New Jersey: Princeton University Press. ISBN 0-691-01134-6.
- Klapisch-Zuber, Christiane (1994). A history of women in the West (вид. New). Cambridge, Massachusetts; London: Harvard University Press. ISBN 0-674-40368-1.

### Чорна смерть
- Benedictow, Ole J. (2004). The Black Death 1346–1353: The Complete History. Woodbridge: Boydell Press. ISBN 0-85115-943-5.
- Herlihy, David (1997). The Black Death and the transformation of the West. Cambridge, Massachusetts; London: Harvard University Press. ISBN 0-7509-3202-3.
- Horrox, Rosemary (1994). The Black Death. Manchester: Manchester University Press. ISBN 0-7190-3497-3.
- Shillington, Kevin (2004). Encyclopedia of African History, Volume 1 (вид. 1st). Taylor & Francis, Inc.: Cambridge University Press. ISBN 9781579582456. Архів оригіналу за 23 березня 2017. Процитовано 30 травня 2019.
- Ziegler, Philip (2003). The Black Death (вид. New). Sutton: Sutton Publishing Ltd. ISBN 0-7509-3202-3.

### Військова справа
- Allmand, Christopher (1988). The Hundred Years War: England and France at War c. 1300–c. 1450. Cambridge: Cambridge University Press. ISBN 0-521-31923-4.
- Chase, Kenneth (2003). Firearms: A Global History to 1700. Cambridge: Cambridge University Press. ISBN 9780521822749. Архів оригіналу за 23 березня 2017. Процитовано 30 травня 2019.
- Contamine, Philippe (1984). War in the Middle Ages. Oxford: Blackwell. ISBN 0-631-13142-6.
- Curry, Anne (1993). The Hundred Years War. Basingstoke: Macmillan. ISBN 0-333-53175-2.
- Davis, Paul K. (2001). 100 Decisive Battles: From Ancient Times to the Present. Oxford: Oxford University Press. ISBN 0195143663. Архів оригіналу за 23 березня 2017. Процитовано 30 травня 2019.
- Keen, Maurice (1984). Chivalry. New Haven: Yale University Press. ISBN 0-300-03150-5.
- Verbruggen, J. F. (1997). The Art of Warfare in Western Europe during the Middle Ages: From the Eighth Century to 1340 (вид. 2nd). Woodbridge: Boydell Press. ISBN 0-85115-630-4.

### Господарство
- Cipolla, Carlo M. (1993). Before the Industrial Revolution: European Society and Economy 1000–1700 (вид. 3rd). London: Routledge. ISBN 0-415-09005-9.
- Cipolla, Carlo M. (ed.) (1993). The Fontana Economic History of Europe, Volume 1: The Middle Ages (вид. 2nd). New York: Fontana Books. ISBN 0-85527-159-0.
- Postan, M.M. (2002). Mediaeval Trade and Finance. Cambridge: Cambridge University Press. ISBN 0-521-52202-1.
- Pounds, N.J.P. (1994). An Economic History of Medieval Europe (вид. 2nd). London and New York: Longman. ISBN 0-582-21599-4.

### Релігія
- Kenny, Anthony (1985). Wyclif. Oxford: Oxford University Press. ISBN 0-19-287647-3.
- MacCulloch, Diarmaid (2005). The Reformation. Penguin. ISBN 0-14-303538-X.
- Ozment, Steven E. (1980). The Age of Reform, 1250–1550: An Intellectual and Religious History of Late Medieval and Reformation Europe. New Haven and London: Yale University Press. ISBN 0-300-02477-0.
- Smith, John H. (1970). The Great Schism, 1378. London: Hamilton. ISBN 0-241-01520-0.
- Southern, R.W. (1970). Western society and the Church in the Middle Ages. Harmondsworth: Penguin Books. ISBN 0-14-020503-9.

### Наука та мистецтво
- Brotton, Jerry (2006). The Renaissance: A Very Short Introduction. Oxford: Oxford University Press. ISBN 0-19-280163-5.
- Burke, Peter (1998). The European Renaissance: Centres and Peripheries (вид. 2nd). Oxford: Blackwell. ISBN 0-631-19845-8.
- Curtius, Ernest Robert (1991). European Literature and the Latin Middle Ages (вид. New). New York: Princeton University Press. ISBN 0-691-01899-5.
- Grant, Edward (1996). The Foundations of Modern Science in the Middle Ages: Their Religious, Institutional, and Intellectual Contexts. Cambridge: Cambridge University Press. ISBN 0-521-56762-9.
- Snyder, James (2004). Northern Renaissance Art: Painting, Sculpture, the Graphic Arts from 1350 to 1575 (вид. 2nd). Prentice Hall. ISBN 0-13-189564-8.
- Welch, Evelyn (2000). Art in Renaissance Italy, 1350–1500 (вид. reprint). Oxford: Oxford University Press. ISBN 0-19-284279-X.
- Wilson, David Fenwick (1990). Music of the Middle Ages. New York: Schirmer Books. ISBN 0-02-872951-X.